# Campeonato de España de Ciclismo en Ruta 1925
El XXV Campeonato de España de Ciclismo en Ruta se disputó en San Sebastián el 2 de agosto de 1925 sobre un recorrido de 100 kilómetros.
El ganador de la prueba fue Ricardo Montero, que se impuso a su compañero de fuga Jaime Janer. Telmo García completó el podio.

## Clasificación final
| Pos. | Ciclista          | Equipo             | Tiempo    |
| ---- | ----------------- | ------------------ | --------- |
| 1.   | Ricardo Montero   | Real Unión de Irún | 3h 22'47" |
| 2.   | Jaime Janer       | U.S. Sants         | a 7"      |
| 3.   | Telmo García      | Madrid             | m.t.      |
| 4.   | Domingo Gutiérrez | Athletic Club      | m.t.      |
| 5.   | Cesáreo Sarduy    | Athletic Club      | a 13"     |
| 6.   | Victoriano Otero  | -                  | m.t.      |
| 7.   | Ramon Arbelaiz    | Real Unión de Irún | a 40"     |
| 8.   | Félix Ecenarro    | Real Unión de Irún | m.t.      |
| 9.   | Adolfo Urrutia    | Athletic de Club   | a 58"     |
| 10.  | Manuel López      | Madrid             | m.t.      |